# 布恩萊克鎮區 (明尼蘇達州倫維爾縣)
布恩萊克鎮區（英語：Boon Lake Township）是位於美國明尼蘇達州倫維爾縣的一個行政鎮區。

## 地方資料
布恩萊克鎮區的面積為101.51平方千米，當中陸地面積為96.67平方千米，而水域面積為4.84平方千米。根據2020年美國人口普查的數據，當地共有人口355人，而人口密度為每平方千米3.5人。